# Ouche (Aveyron)
Pour les articles homonymes, voir Ouche.
L'Ouche est une  rivière du sud-ouest de la France, affluent du Dourdou de Conques sous-affluent de la Garonne par le Lot.

## Géographie
De 9,9 km de longueur, l'Ouche prend sa source dans le département de l'Aveyron commune de Saint-Félix-de-Lunel et se jette dans le Dourdou de Conques sur la commune de Conques en rive droite.

### Départements et communes traversés
- Aveyron : Sénergues, Saint-Félix-de-Lunel, Conques

## Principaux affluents
- Ruisseau des Gazannes : 9,6 km